# روني هدسون
روني هدسون (بالإنجليزية: Ronnie Hudson) هو رابر ومنتج أسطوانات وملحن أمريكي، ولد في 4 فبراير 1957 في واشنطن العاصمة في الولايات المتحدة.

## وصلات خارجية
- روني هدسون على موقع IMDb (الإنجليزية)
- روني هدسون على موقع ميوزك برينز (الإنجليزية)
- روني هدسون على موقع ديسكوغز (الإنجليزية)